# 21-cm-Mörser

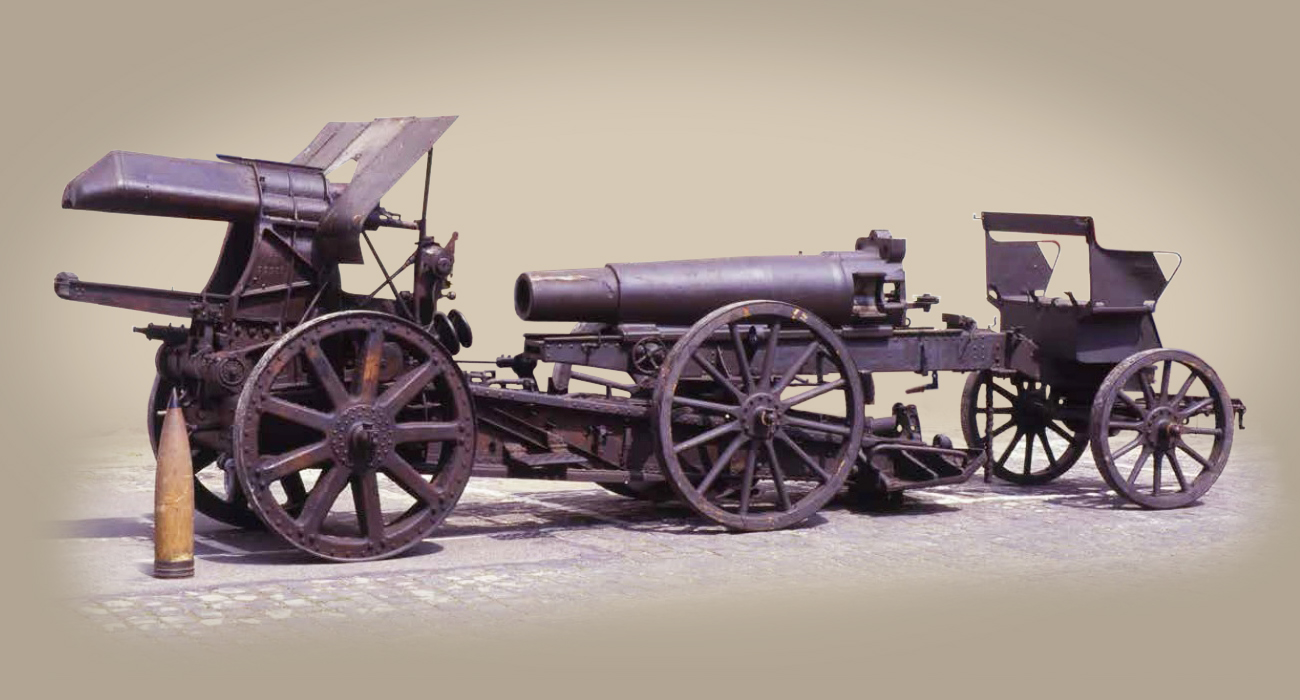
21-cm-Mörser auf Rohrwagen in der Wehrtechnischen Studiensammlung Koblenz

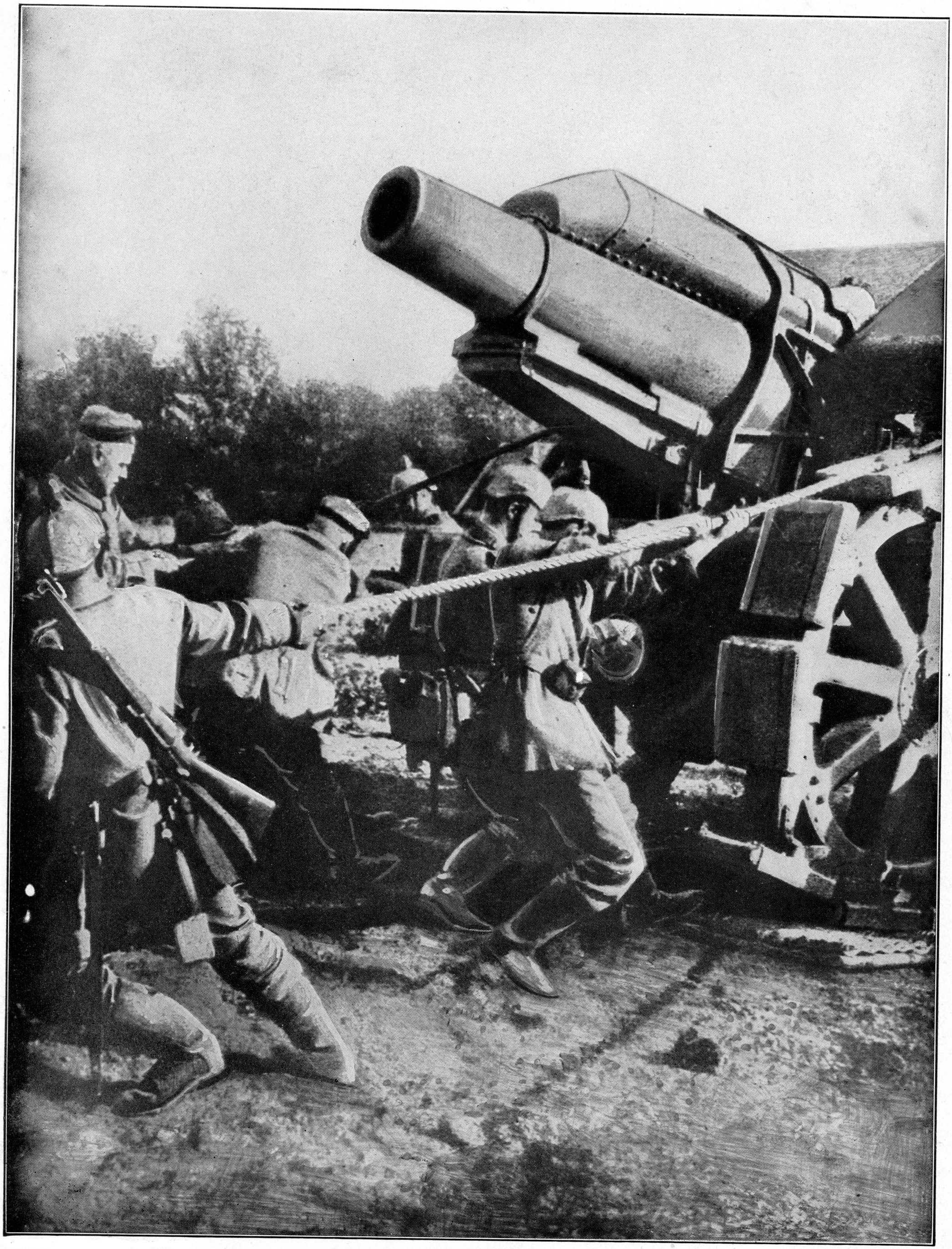
Soldaten beim Rangieren von einem 21-cm-Mörser

Der 21-cm-Mörser (die Bezeichnung „21-cm-Mörser 10“ ist verbreitet, wurde aber offiziell nie eingeführt) war ein schwerer Mörser (bei anderen Armeen dieser Zeit als Haubitze bezeichnet) mit Radlafette der Fußartillerie des Deutschen Heeres, welcher im Ersten Weltkrieg zum Einsatz kam. Aufgrund seiner Bauart war er für den Transport auf der Straße geeignet und damit hochbeweglich. Das Geschütz wurde in fast 10 Jahren als Nachfolger des 21-cm-Mörser 99 entwickelt, der nicht mit einer Rücklaufbremse ausgestattet war und schon bei Einführung nicht alle Forderungen der Artillerietruppe erfüllte.

## Geschichte
Krupp und Rheinmetall stellten als Nachfolgemodell zunächst Exemplare mit Rohrrücklaufbremse, den 21-cm-Versuchsmörser L/10 (Krupp) und den 21-cm-Versuchsmörser L/12 (Rheinmetall), vor, bei beiden wurde jedoch die maximal erreichte Schussweite mit lediglich 7000 m als nicht ausreichend angesehen. Acht Exemplare wurden in zwei Einheiten erprobt und mindestens ein Geschütz davon wurde während des Weltkriegs auch eingesetzt. Dieser Mörser (Nr. 4) ist heute in Red Cliffs, Victoria, ausgestellt. Wegen der zu geringen Schussweite waren für die Geschütze der Serienproduktion Nachbesserungen erforderlich.
Im Jahre 1907 legte die Artillerieprüfungskommission die Anforderungen für einen 21-cm-Mörser fest, der eine maximale Schussweite von über 9000 Metern haben sollte. Daraufhin konstruierte Rheinmetall den 21-cm-Versuchsmörser L/15, während Krupp sein Modell, den kürzeren 21-cm-Versuchsmörser L/12, baute. Letzterer gewann die Ausschreibung, wobei es sich um eine eher plump aussehende Waffe handelte, bei der das Rohr nur unerheblich länger als das über dem Rohr liegende Rücklaufsystem war. Ein vorgesehener kleiner Schutzschild diente eher dazu, die Mannschaft vor dem eigenen Mündungsdruck als vor Feindwirkung zu schützen, er wurde aber vielfach nicht verwendet. (Auf zeitgenössischen Fotos ist dieser Schutzschild so gut wie nie zu sehen.) Im Februar 1910 wurde das Geschütz durch eine Allerhöchste Cabinets Ordre genehmigt. Danach erfolgte die unverzügliche Einführung in die Fußartillerie. Im Juli 1914 befanden sich 256 der Mörser im Bestand, davon 224 bei den Fußartillerie- und Reserve-Fußartillerieregimentern. Die restlichen 32 Exemplare waren in verschiedenen Festungen aufgestellt. Während des Krieges wurde die Organisation geändert: Die Geschütze wurden in Bataillone zu je zwei Batterien mit je zwei Mörsern zusammengefasst. Ende Oktober 1918 standen noch 73 Bataillone mit insgesamt 219 dieser Geschütze im Einsatz. Allerdings war schon seit 1916 der Ersatz durch den Langen Mörser-21-cm angelaufen, von dem mehr als doppelt so viele genutzt wurden.

## Technik
Der Transport erfolgte in zwei Lasten, das Gewicht des Rohrwagens lag bei 4065 kg, die Lafette allein wog 4465 kg, dazu kam der Munitionswagen. Jeder Last und dem Munitionswagen mussten sechs Kaltblut-Pferde vorgespannt werden. Da jede Batterie über vier Mörser verfügte, waren hier allein 72 schwere Zugpferde notwendig. Dazu kamen die Zugpferde für den Radgürtelwagen, Gepäck- und Verpflegungswagen, die vierspännig gefahren wurden, sowie die leichteren Reitpferde für die Offiziere und Funktioner.
Der Mörser war zudem als Belagerungsgeschütz vorgesehen, wofür eine betonbrechende Granate zur Verfügung stand. Als Besonderheit verfügte die Lafette über zwei Erdsporne, einer im hinteren Drittel des Lafettenschwanzes und ein weiterer am Ende.
Als Verschluss diente ein horizontaler Krupp’scher Leitwellverschluss, Granate und Treibladung wurden getrennt geladen. Das Geschütz verfügte über eine hydraulische Rücklaufbremse, bei der Lafette handelte es sich um eine einteilige Kastenholm-Lafette. Für den Einsatz im Gelände konnten sogenannte Radgürtel angebracht werden.

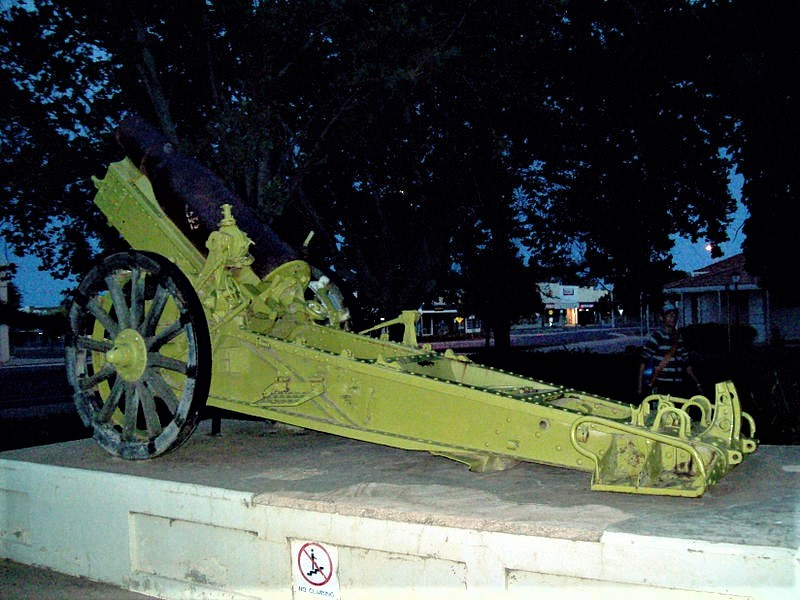
21-cm-Versuchsmörser Nr. 4
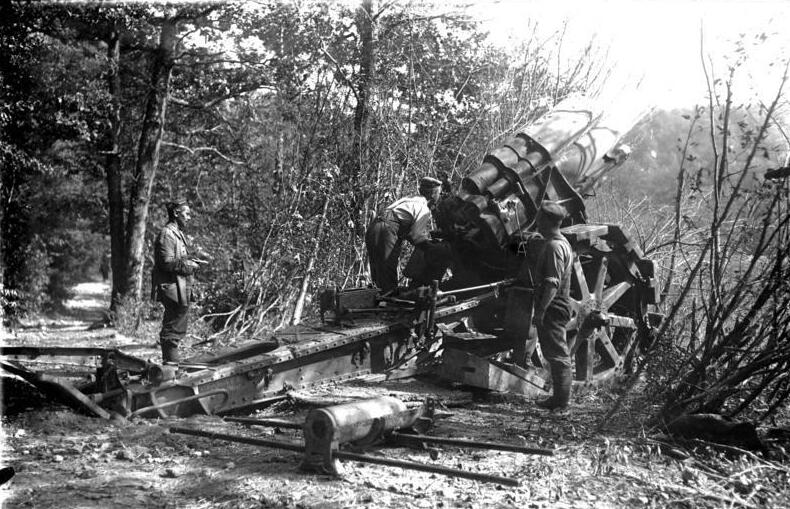
21-cm-Mörser, Juli 1915
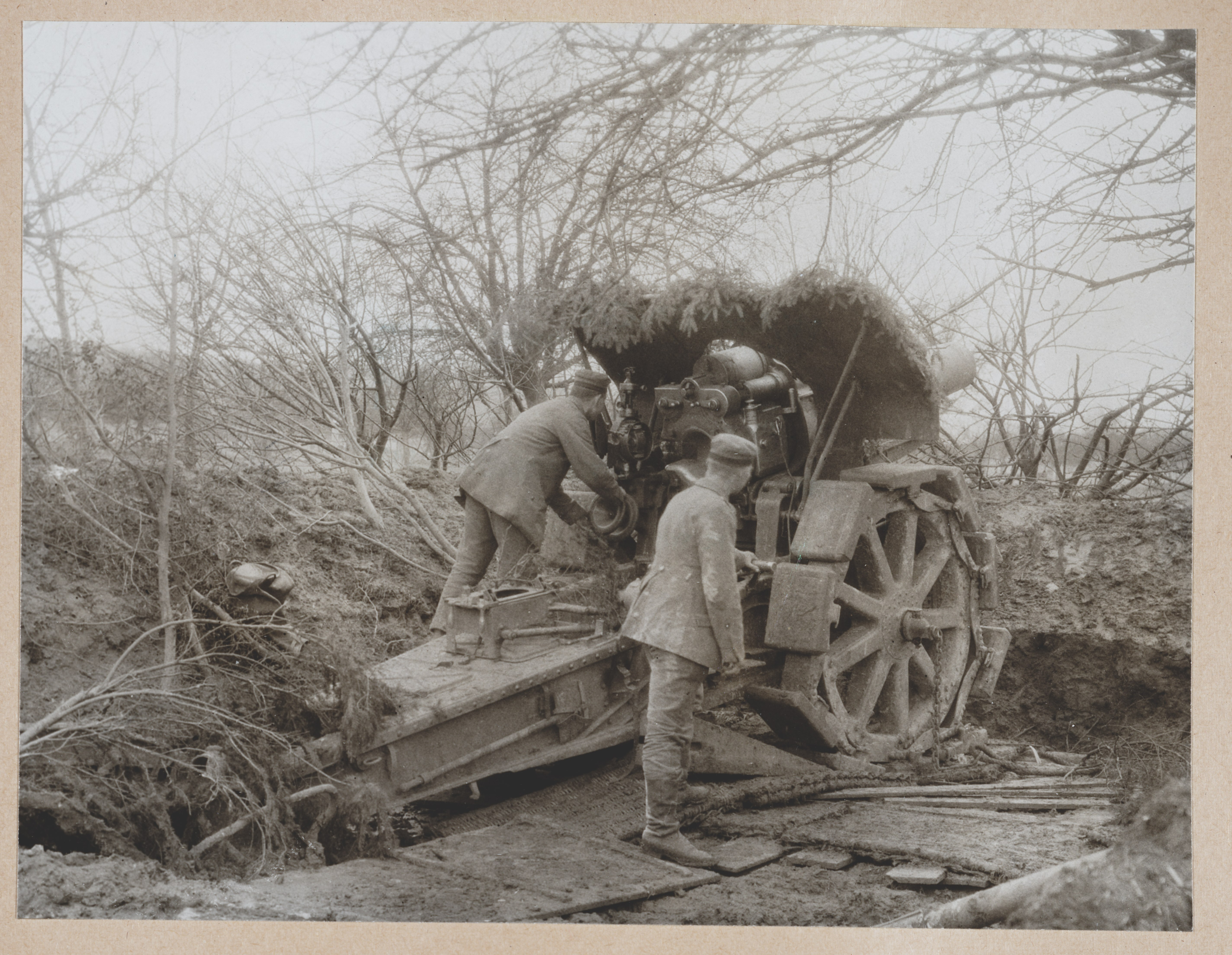
21-cm-Mörser mit Schutzschild
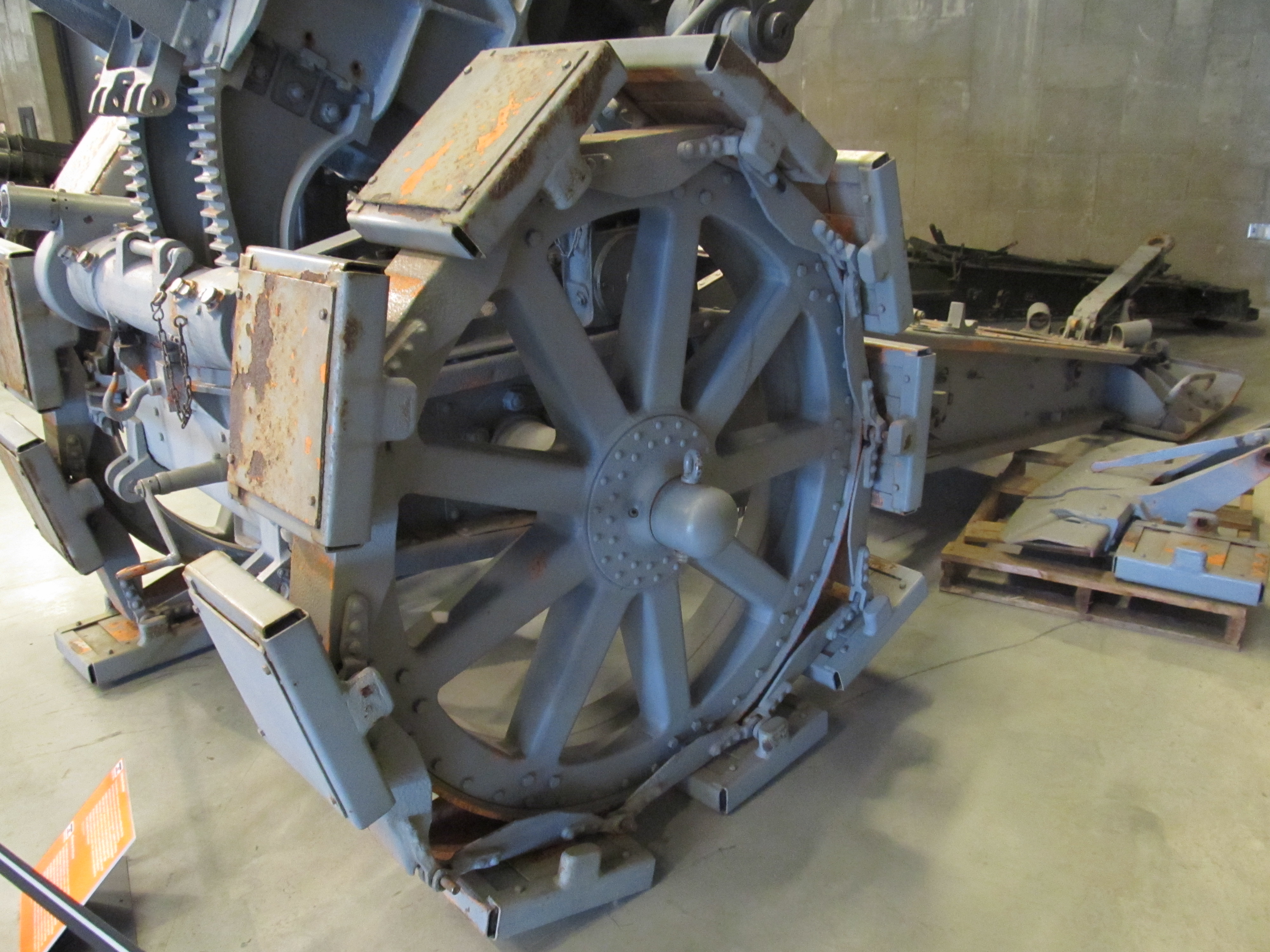
Radgürtel an dem Exemplar im Canadian War Museum

## Noch existierende Exemplare
13 dieser Geschütze sind noch vorhanden. Jeweils eins befindet sich in:
- Childers (Queensland), Australien
- Victoria Barracks, Melbourne (Australien)
- Canadian War Museum, Ottawa (Canada)
- Plaines d’Abrahams, Quebec (Canada)
- Zitadelle Spandau (Deutschland)
- Imperial War Museum Duxford (Großbritannien)
- Panzermuseum Bovington (Großbritannien)
- Enniskillen Castle (Großbritannien)
- Miller Park Bloomington (Illinois) (USA)
- Oregon Military Museum Clackamas OR (USA)
- Hickory (North Carolina) (USA)
- Lowell Memorial Auditorium, Lowell MT (USA)
- Wehrtechnische Studiensammlung, Koblenz (DEU)

## Unterschiedliche Bezeichnungen
In der deutschen zeitgenössischen Literatur und Quellen wird immer nur die Bezeichnung „21-cm-Mörser“ verwendet, während ansonsten „21-cm-Mörser 10“ üblich ist. Hierbei kann es sich durchaus um einen ähnlichen Vorgang wie beim französischen Panzer Renault FT handeln, allgemein als „Renault FT 17“ bekannt, obwohl das definitiv falsch ist. Möglicherweise hat einmal irgendjemand, um eine Verwechslung mit dem Nachfolgemodell, dem „Langen Mörser 21 cm“, zu vermeiden, das Einführungsjahr (10 bzw. 16) hinzugefügt, was dann allgemein übernommen wurde. Weiterhin ist ein „kurzer 21-cm-Mörser(t)“ mit einem 2.970 mm langem Rohr bekannt, der als Beutewaffe übernommen wurde und ursprünglich in der Tschechoslowakei als 21-cm-Mörser 18/19 geführt wurde.